# Tulln an der Donau
Tulln an der Donau osztrák város,  Alsó-Ausztria Tullni járásának központja. 2022 januárjában 16 556 lakosa volt. 

## Elhelyezkedése

Tulln an der Donau a Tullni járásban

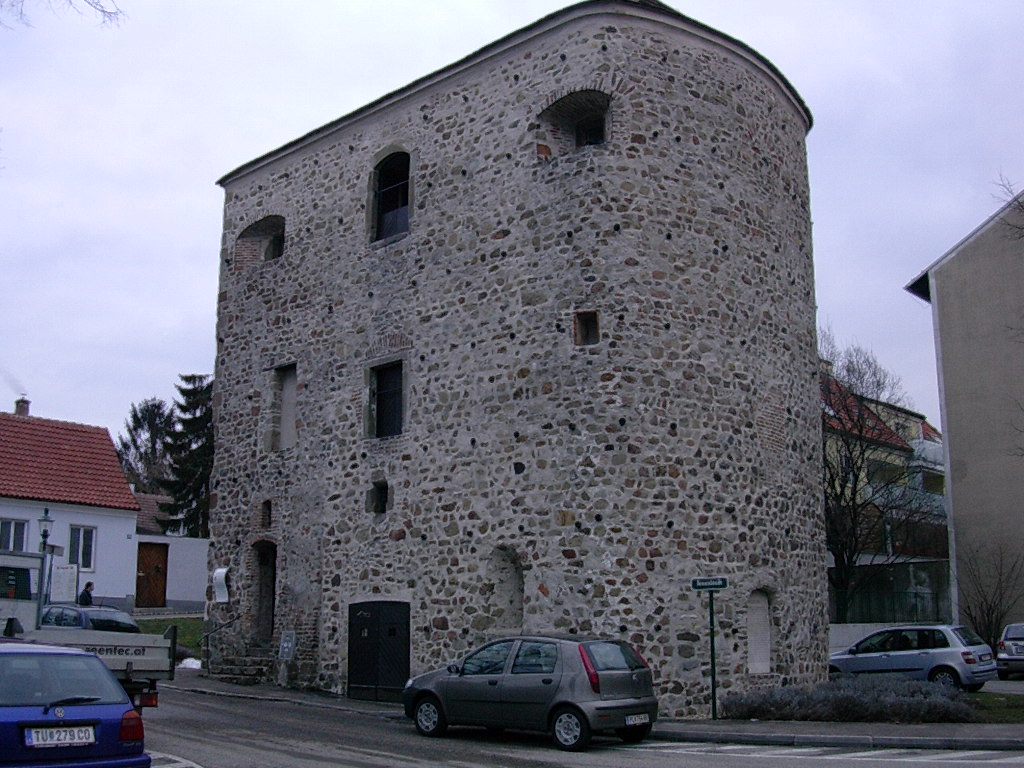
A római torony

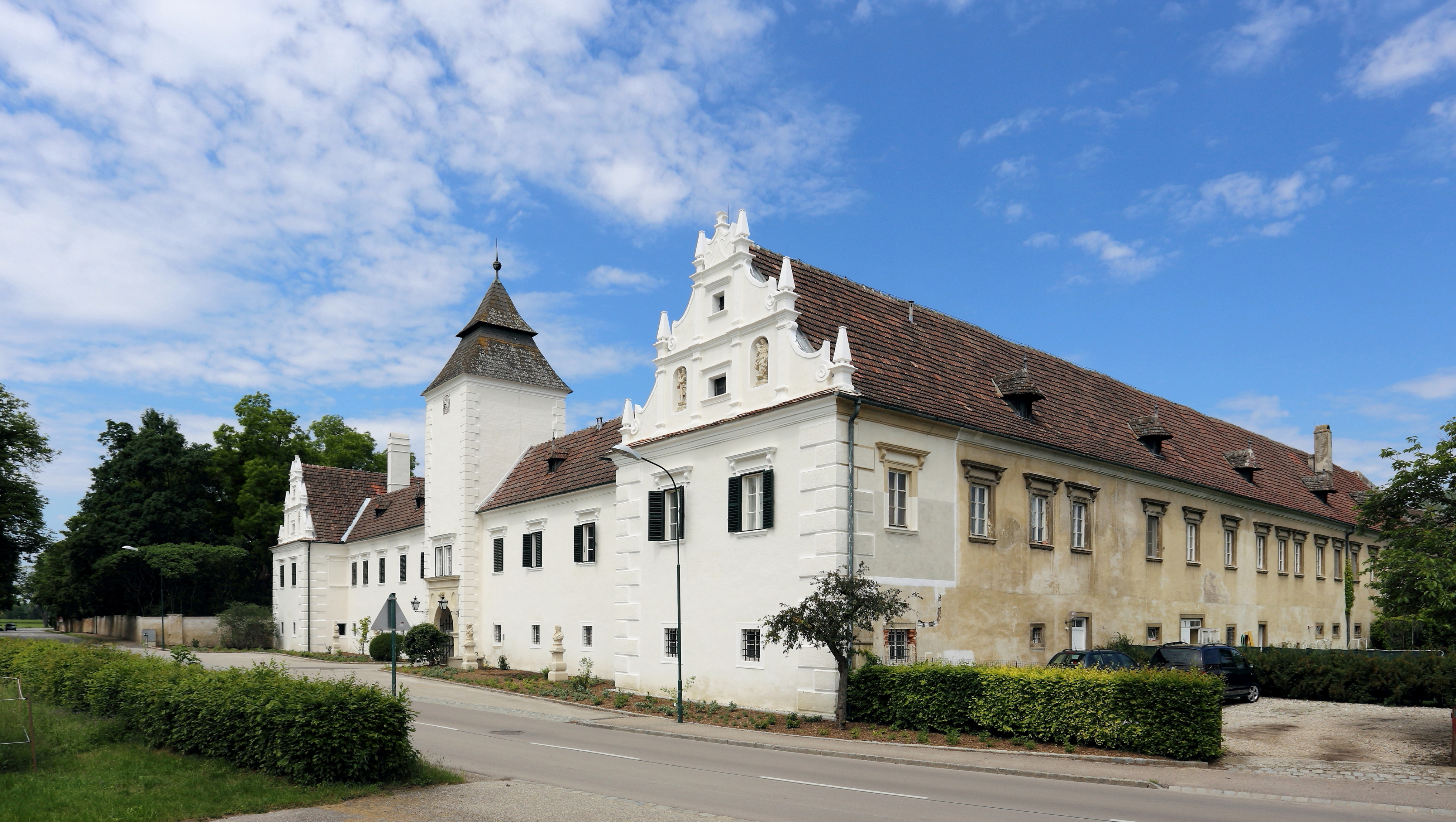
A neuaigeni kastély

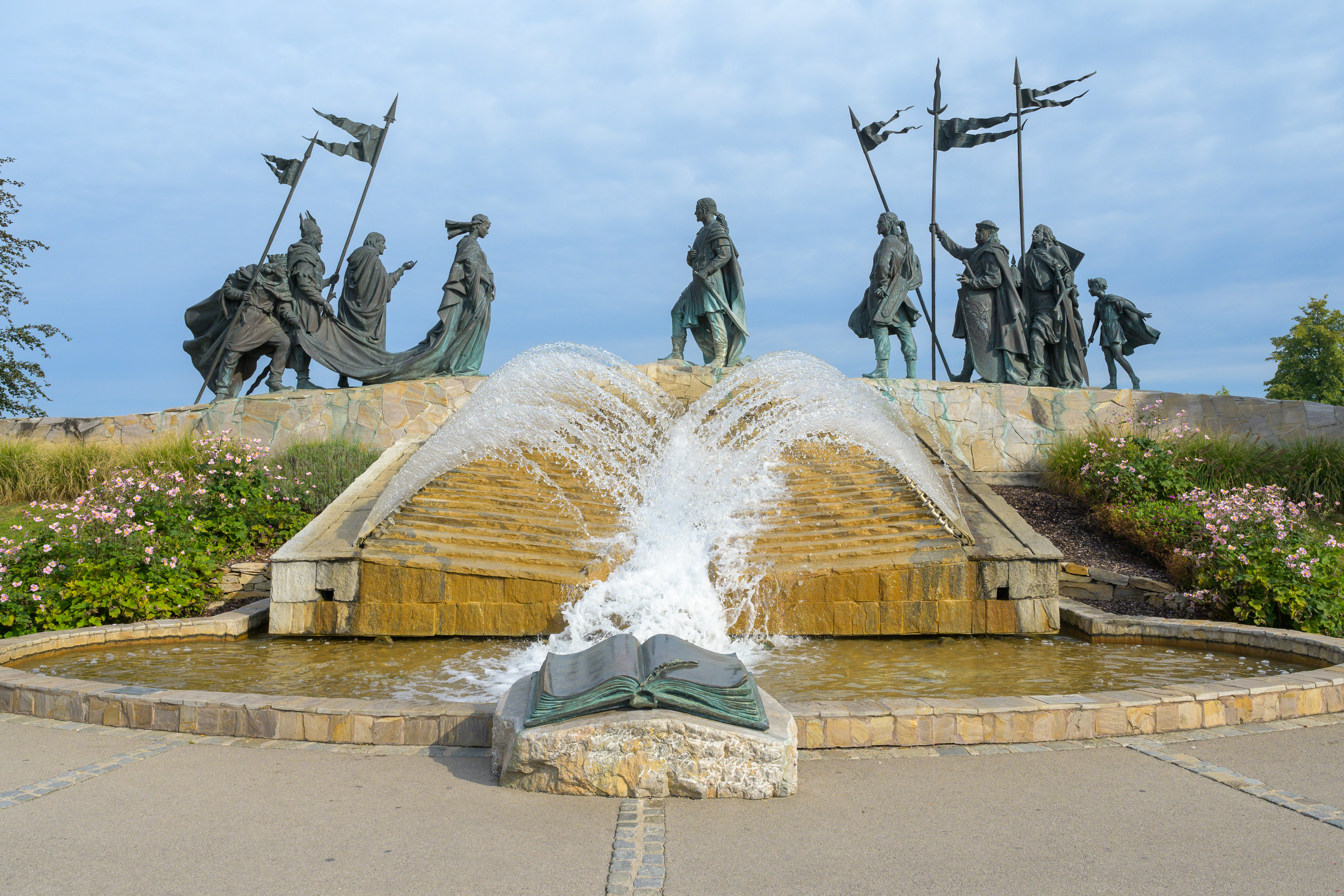
A Nibelung-szökőkút

Tulln an der Donau a tartomány Mostviertel régiójában fekszik a Tullni-medencében, a Duna jobb partján, kb. 40 km-re északnyugatra Bécstől. Maga a város a Duna két mellékfolyója, a nyugati Große Tulln és a keleti Kleine Tulln torkolata közé épült. Területének 30,2%-a erdő, 41% áll mezőgazdasági művelés alatt. Az önkormányzat 9 települést egyesít: Frauenhofen (104 lakos 2022-ben), Langenlebarn-Oberaigen (1465), Langenlebarn-Unteraigen (1026), Mollersdorf (168), Neuaigen (547), Nitzing (373), Staasdorf (250), Trübensee (131) és Tulln an der Donau (12 492).
A környező önkormányzatok: keletre Muckendorf-Wipfing, délkeletre Königstetten és Tulbing, délre Sieghartskirchen⁠, délnyugatra Judenau-Baumgarten, nyugatra Langenrohr, északnyugatra Königsbrunn am Wagram és Absdorf, északra Stetteldorf am Wagram, északkeletre Hausleiten.

## Története
Tulln Ausztria legrégebbi városai közé tartozik. Neve állítólag kelta eredetű. Már a kelta időkben is lakott volt, az i. sz. 1. században pedig a rómaiak megépítették a dunai limest védő Comagena (vagy Comagenis) lovassági erődjét, amely a dunai flottilla bázisául is szolgált. Legendája szerint Szent Szeverin is meglátogatta a várost és miután a templomban imádkozott és böjtölt, csodálatos módon földrengés rázta meg a települést és a keresztényeket sanyargató barbárok elmenekültek belőle. A Nibelung-ének szerint Etzel (Attila) hun király Tullnban fogadta Siegfried özvegyét, Krimhildát, hogy utána feleségül vegye. 
Tullnt már a 8. század végén városként említik (Comagenis civitas). 803-ban Nagy Károly meghódította az Avar Kaganátust és a mai Tulln területe a Frank Birodalomhoz, azon belül a Bajor Hercegséghez került. Tulln nevét 859-ben említik először, Tullina formában. A 9 században itt rendezte be székhelyét Radbod gróf, a Keleti Őrgrófság prefektusa. Később a Babenbergek is itt, a jelentős folyami kereskedelmet lebonyolító városban állították fel rezidenciájukat. 1280-ban Habsburg Rudolf dominikánus kolostort alapított Tullnban, hálából azért, mert legyőzte II. Ottokár cseh királyt. 
Később a város a gyorsan fejlődő Bécs mellett elvesztette korábbi jelentőségét és számos katasztrófa is sújtotta (tűzvész, hadisarcok, a törökök is kifosztották, de a kereskedelmi utak is Bécs felé tolódtak). 1683-ban itt gyülekeztek a keresztény hadak, hogy felmentsék a törökök által ostromolt Bécset.
A városfalat 1861-ben bontották le. Tulln a 19. században jelentős fejlődésen ment át, híd épült a Dunán, elkészült a Ferenc József-vasútvonal, 1892-ben pedig a város járási székhellyé lépett elő. 1986-ban Tulln is pályázott, hogy tartományi székhely lehessen, de végül St. Pölten lett Alsó-Ausztria központja. 

## Lakosság
A Tulln an der Donau-i önkormányzat területén 2022 januárjában 16 556 fő élt. A lakosságszám 1923 óta gyarapodó tendenciát mutat. 2020-ban az ittlakók 84,6%-a volt osztrák állampolgár; a külföldiek közül 2% a régi (2004 előtti), 4,8% az új EU-tagállamokból érkezett. 6,2% az egykori Jugoszlávia (Szlovénia és Horvátország nélkül) vagy Törökország, 2,3% egyéb országok polgára volt. 2001-ben a lakosok 75,9%-a római katolikusnak, 4,4% evangélikusnak, 5% ortodoxnak, 2,3% mohamedánnak, 10,4% pedig felekezeten kívülinek vallotta magát. Ugyanekkor 63 magyar élt a városban; a legnagyobb nemzetiségi csoportokat a németek (88,1%) mellett a szerbek (5%) és a horvátok (2,9%) alkották.
A népesség változása:

| 2016 | 16 038 |
| 2018 | 16 197 |

## Látnivalók

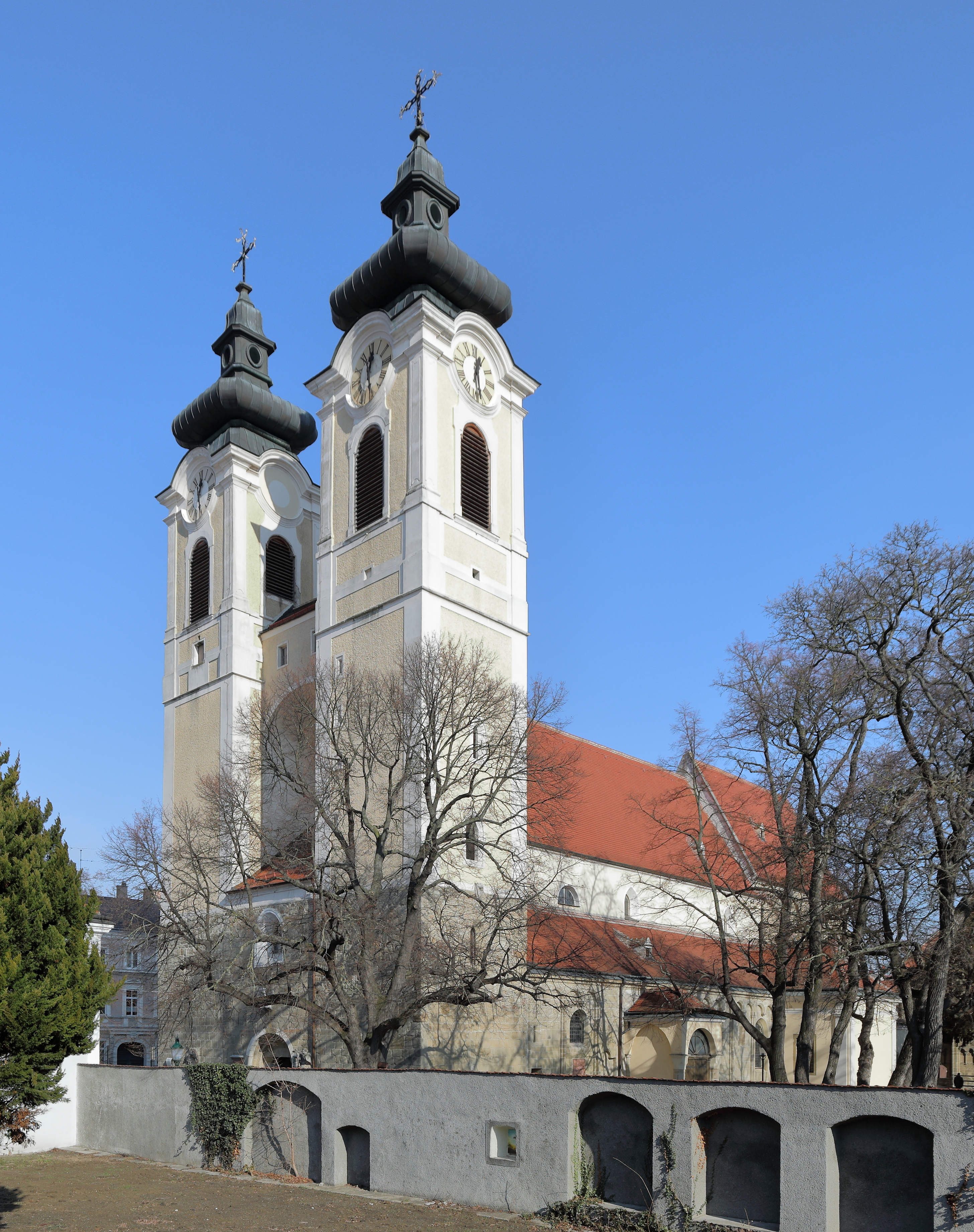
A Szt. István-plébániatemplom

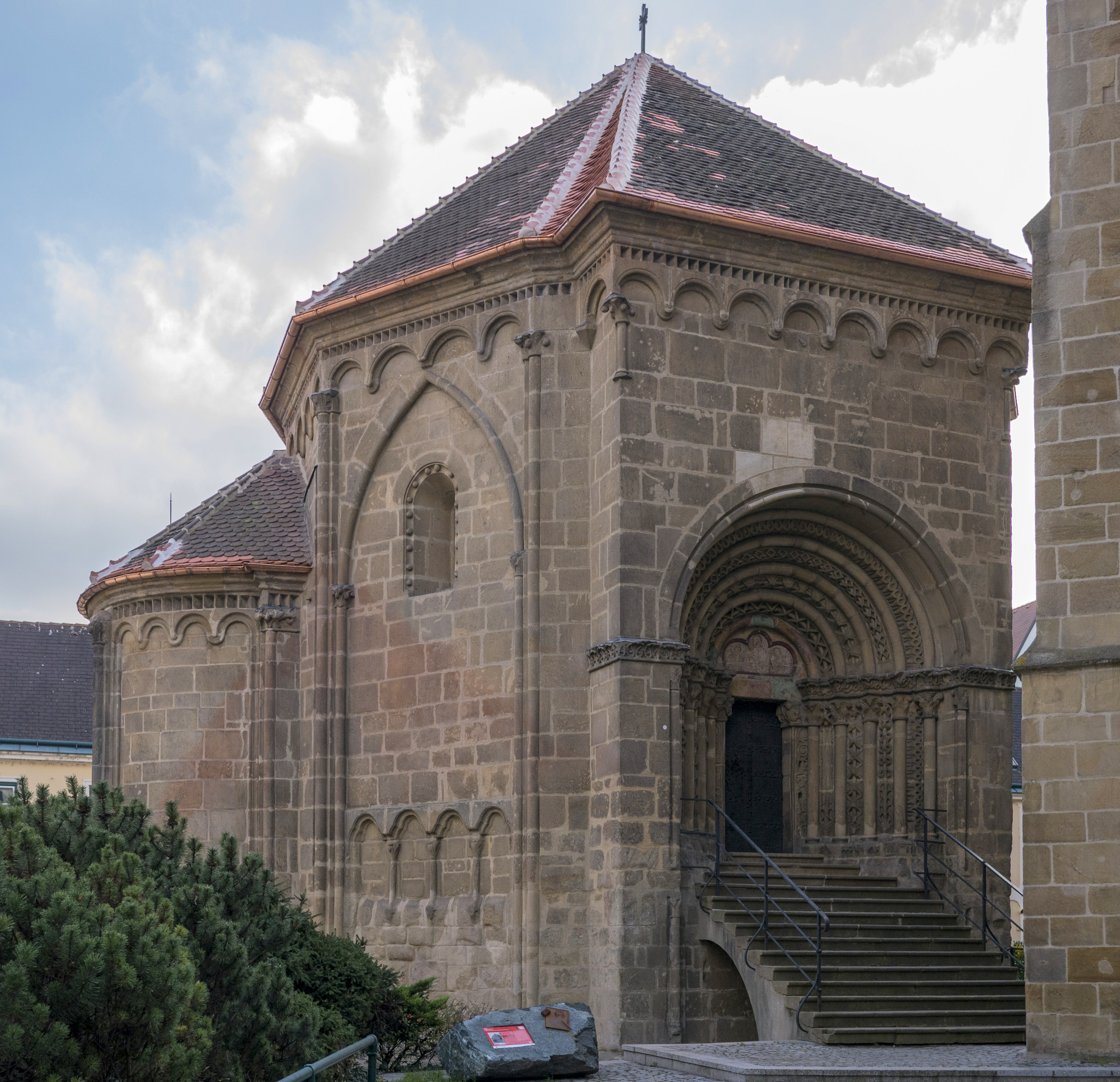
A csontház

- az Egon Schiele-múzeum és szülőháza a vasútállomás mellett
- Comagena: a római múzeum és az ún. római torony
- a Tullni-kertek (eredetileg egy 2008-as tartományi kertkiállításra létesítették, ahol a város aranyérmet nyert) és mellette az ártéri Tullni vízipark.
- a főtér gótikus, reneszánsz és barokk házaival, valamint az 1891-ben épült járási hivatallal és a Szentháromság-oszloppal.
- minorita kolostor és volt temploma
- a Nibelung-szökőkút
- a tartományi tűzoltómúzeum
- a Szt. István-plébániatemplom. A gótikus épület 1752-ben leégett és barokk stílusban újították fel.
- a késő román stílusú csontház
- Friedensreich Hundertwasser volt hajója, a Regentag
- a neuaigeni kastély
- a neuaigeni Mária mennybevétele-plébániatemplom

## Híres tullniak
- Nina Burger (1987-), 109-szeres válogatott labdarúgó
- Egon Schiele (1890–1918), expresszionista festő
- Siegfried Seidl (1911–1947), a theresienstadti gettó és koncentrációs tábor parancsnoka, háborús bűnös
- Thomas Sykora (* 1968), olimpiai bronzérmes síugró

## Fordítás
- Ez a szócikk részben vagy egészben  a   Tulln an der Donau című német Wikipédia-szócikk ezen változatának fordításán alapul.  Az eredeti cikk szerkesztőit annak laptörténete sorolja fel. Ez a jelzés csupán a megfogalmazás eredetét és a szerzői jogokat jelzi, nem szolgál a cikkben szereplő információk forrásmegjelöléseként.